# Obornjača, Ada
Obornjača (izvirno srbsko Оборњача) je naselje v Srbiji, ki upravno spada pod Občino Ada; slednja pa je del Severnobanatskega upravnega okraja.

## Demografija
V naselju živi 314 polnoletnih prebivalcev, pri čemer je njihova povprečna starost 40,4 let (39,3 pri moških in 41,7 pri ženskah). Naselje ima 159 gospodinjstev, pri čemer je povprečno število članov na gospodinjstvo 2,45.
|  |

| Demografija | Demografija     | Demografija     |
| Leto        | Št. prebivalcev | Št. prebivalcev |
| ----------- | --------------- | --------------- |
|             |                 |                 |
|             |                 |                 |
|             |                 |                 |
|             |                 |                 |
| 1948        | 1395            |                 |
| 1953        | 1155            |                 |
| 1961        | 957             |                 |
| 1971        | 697             |                 |
| 1981        | 515             |                 |
| 1991        | 458             | 456             |
| 2002        | 391             | 389             |
|             |                 |                 |

| Etnična sestava po popisu iz leta 2002 | Etnična sestava po popisu iz leta 2002 | Etnična sestava po popisu iz leta 2002 | Etnična sestava po popisu iz leta 2002 | Etnična sestava po popisu iz leta 2002 |
| -------------------------------------- | -------------------------------------- | -------------------------------------- | -------------------------------------- | -------------------------------------- |
| Madžari                                | Madžari                                |                                        | 363                                    | 93,31%                                 |
| Srbi                                   | Srbi                                   |                                        | 14                                     | 3,59%                                  |
| Jugoslovani                            | Jugoslovani                            |                                        | 4                                      | 1,02%                                  |
| Muslimani                              | Muslimani                              |                                        | 2                                      | 0,51%                                  |
| Hrvati                                 | Hrvati                                 |                                        | 1                                      | 0,25%                                  |
| Bunjevci                               | Bunjevci                               |                                        | 1                                      | 0,25%                                  |
| Neznano                                | Neznano                                |                                        | 0                                      | 0,0%                                   |